# Obwód Biłgoraj Armii Krajowej

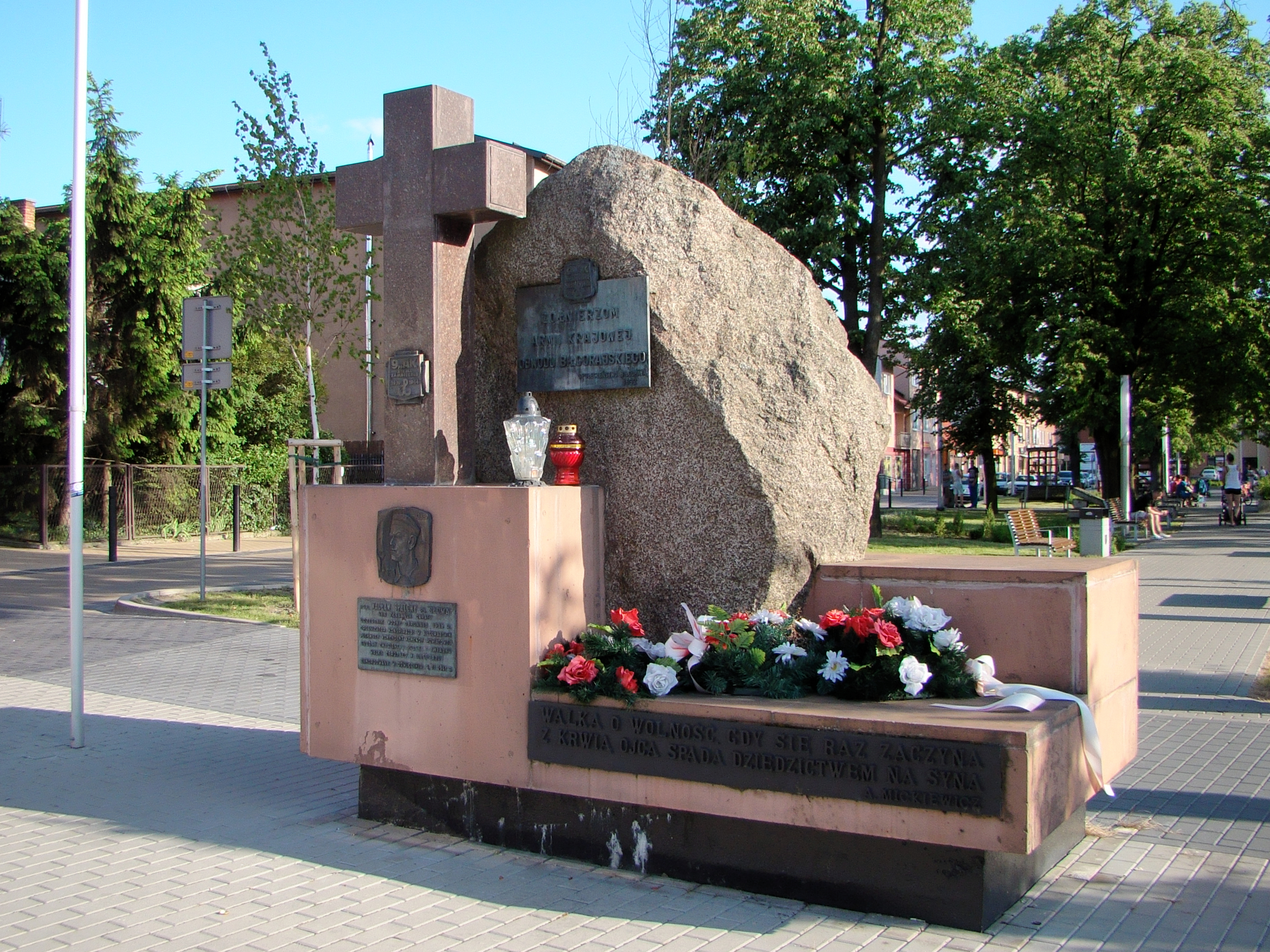
Pomnik partyzantów AK i BCh w Biłgoraju (Park Solidarności)

Obwód Biłgoraj – jednostka terytorialna Związku Walki Zbrojnej, a następnie Armii Krajowej.
Obwód ten wraz z trzema innymi (Zamość, Tomaszów Lubelski, Hrubieszów) wchodził w skład Inspektoratu Zamojskiego Okręgu Lublin AK. Jego kryptonim to „665”.'

## Skład
W skład Obwodu Biłgoraj wchodziło 5 Rejonów:
- Rejon AK Biłgoraj – kryptonim „Akademia”
- Rejon AK Frampol – kryptonim „Liceum”
- Rejon AK Józefów Biłgorajski – kryptonim „Freblówka”
- Rejon AK Krzeszów – kryptonim „Gimnazjum”
- Rejon AK Tarnogród – kryptonim „Powszechniak”

## Komendanci
1. por. Wacław Spalony ps. „Słoma” – 1939 – marzec 1941
2. kpt. Stanisław Malecki ps. „Kos” – marzec 1941 – listopad 1941
3. mjr Edward Markiewicz ps. „Jurand”–, „Kalina” – listopad 1941 – grudzień 1942
4. kpt. Józef Gniewkowski ps. „Orsza” – grudzień 1942 – lipiec 1944